# A Német Demokratikus Köztársaság Népi Rendőrsége

A Volkspolizei zászlaja

A Volkspolizei (VP, magyarul: népi rendőrség) országos rendészeti főfelügyelőség a Német Demokratikus Köztársaság (NDK) határain belül. A Volkspolizei legfőbb feladata a bűnüldözés, de emellett számos más feladata volt, így egyfajta katonai rendészeti szervnek is tekinthető volt. Ellentétben a legtöbb rendőrséggel a nagyobb városokban voltak páncélozott szállító és tüzérségi járművei valamint jól kiképzett fegyveres erői. Bár minden keletnémet állampolgár lehetett tiszthelyettes, minden tagja bizalmi tiszt, dolgozóinak kötelező volt a Német Szocialista Egységpárt (NSZEP) tagság. A VP tagjai között megtalálhatók voltak az egykori náci Németország több kéme és náci katonatisztje is. Keletnémet becenevei a Volkspolizei Bullen („zsaruk”) és a die Grünen („a zöldek”, egyenruhájukra utalva). Miután megjelent egy cikk a Bild-Zeitung című lapban a Volkspolizeiról, a VP-t gyakran nevezték és nevezik VoPo-nak is.

## Története
A Volkspolizei akkor alakult meg, amikor a Szovjetunió szövetségeseivel győzelmet aratott a náci Németország felett. A SVAG jóváhagyta egy, a katonasággal együtt működő rendfenntartási rendszer létrehozatalát, így 1945. október 31-én hivatalosan is megalakult a Volkspolizei, kezdetben mint rendfenntartó erő, de a berlini fal megépítése után megnövekedett számú szolgálati feladatot látott el, 1990-ig.

## Szervezeti felépítés
A Volkspolizei egy hagyományos rendőri feladatokat is ellátó szervezetként működött, feladata volt a nyomozás és a forgalom ellenőrzése is. A VP-n és a hírszerzésen keresztül kapta jelentéseit az Állambiztonsági Minisztérium is. A Volkspolizei volt a nemzeti rendőri erő, a Belügyminisztérium közvetlen irányítása alatt. Ahelyett, hogy közszolgálati státuszt töltött volna be, minden Volkspolizist (magyarul: népi rendőr) személyes szerződést kötött a kormánnyal. A havi fizetés átlag feletti volt, a kimagaslóan nagy kockázatviselés miatt.

### Főosztályok
- Bűnügyi főosztály (Hauptabteilung Kriminalpolizei)
- Közrendvédelmi főosztály (Hauptabteilung Schutzpolizei)
- Vasúti főosztály (Hauptabteilung Transportpolizei)
- Közlekedésbiztonsági főosztály (Hauptabteilung Verkehrspolizei)
- Útlevél- és tartózkodási ügyek főosztálya (Hauptabteilung Pass- und Meldewesen)

A katonai része a Készenléti rendőrség (Kasernierte Einheiten) volt, amelynek tagjait a belügyminiszter-helyettes és a vezető igazgatási központ (Stellvertreter des minister und Chef der Hauptinspektion) irányította.

#### Regionális parancsnokságok
- A berlini elnökség Népi Rendőrsége
- 8 rendőrségi felügyelőség
- Vízi rendőr felügyelőség
- 14 kerületi parancsnokság
- Területi kommandó

## Vezetés

### Belügyminiszter
Németül: minister des Innern.
- Dr. Karl Steinhoff (1949-1952)
- Willi Stoph (1952-1955)

### A Volkspolizei vezetője
Németül: Chef der deutschen Volkspolizei.
- Dr. Kurt Fischer (1949-1950)
- Karl Maron (1950-1955)

### Belügyminiszter és a német Népi Rendőrség parancsnoka
Németül: Minister des Innern und Chef der Deutschen Volkspolizei.
- Karl Maron (1955-1963)
- Friedrich Dickel (1963-1989)
- Lothar Ahrendt (1989)

## Toborzás
A Volkspolizei-ban való szolgálathoz legalább 10 év elméleti képzés, katonai szolgálat és  politikai lojalitás kellett. Felszerelés után egy 5 hónapos képzés veszi kezdetét a Német Rendőrtiszti Főiskolán. A tanterv tartalmazza politikai oktatást, rendőrségi törvényeket, büntető jogszabályokat, valamint eljárásokat és katonai szintű alaki, fizikai kiképzést is. Ezután egy 6 hónapos gyakorlati képzés következik.

## Kiképzés
1962-től a DVP már saját iskolát működtet Berlin-Biesdorfban, amelynek mintegy 3500 képzett tisztje volt. A készenléti rendőrség saját laktanyáiban különleges készenléti kiképzésre is volt lehetőség. 1963-tól Tiszti Iskola képzettjei, 1971-től Drezda-Wilder Mann iskola képzettjei. Az 1990. október 3-i újraegyesítés után a rendőrség irányítása az újonnan létrehozott szövetségi igazságszolgáltatás irányítása alá került. A VP alkalmazottak 40 százaléka leszerelt.

## Eskü

### Eredeti német szöveg
Ich schwöre
meinem sozialistischen Vaterland, der Deutschen Demokratischen Republik und ihrer Regierung allzeit treu ergeben zu sein, Dienst- und Staatsgeheimnisse zu wahren und die Gesetze und Weisungen genau einzuhalten.
Ich werde unentwegt danach streben, gewissenhaft, ehrlich, mutig, diszipliniert und wachsam meine Dienstpflichten zu erfüllen.
Ich schwöre,
daß ich, ohne meine Kräfte zu schonen, auch unter Einsatz meines Lebens, die sozialistische Gesellschafts-, Staats- und Rechtsordnung, das sozialistische Eigentum, die Persönlichkeit, die Rechte und das persönliche Eigentum der Bürger vor verbrecherischen Anschlägen schützen werde.
Sollte ich dennoch diesen meinen feierlichen Eid brechen, so möge mich die Strafe der Gesetze unserer Republik treffen.

### Magyarul
Esküszöm, hogy szocialista hazámhoz, a Német Demokratikus Köztársasághoz, és annak kormányához mindig hűséges leszek, a szolgálati és államtitkokat megőrzöm, a törvényeket és utasításokat pedig pontosan betartom. Szakadatlanul törekszem arra, hogy a szolgálati kötelességeimet lelkiismeretesen, becsületesen, bátran, fegyelmezetten és figyelmesen lássam el. Esküszöm, hogy erőmet nem kímélve, akár életem kockáztatásával is megvédem a szocialista társadalmi, állam- és jogrendet, a szocialista tulajdont, a polgárok személyét, jogait és személyi tulajdonát a bűnözők támadásaitól. Ha ezt az ünnepélyes eskümet megszegem, sújtson le rám köztársaságunk törvényeinek büntetése.

## Egyenruha
A Népi Rendőrség egyenruházata egységesen zöld volt, kivéve a készenléti rendőrséget, ahol a keletnémet Nemzeti Néphadsereg divatját követve kő-szürke egyenruha volt rendszeresítve. Minden tiszt egységes, 1956 mintájú egyenruhát hordott. Ennek több változata volt, pl. a vízi rendőrség egyenruhája, vagy a téli és nyári speciális öltözék. A legtöbb egyenruha színe zöld-szürke, a közlekedési rendőrség ruházata pedig kék-zöld volt.

### Fajtái
- Gyakorló egyenruha (Felddienstuniform): csak a Készenléti Rendőrségnél volt rendszeresítve. Az egységes ruha viselete a NV/A területen: sapka vagy acélsisak, nagy fekete csizma és bőr öv, vállon keresztbe vetett övtartóval (ún. Antant-szíj). Télen a steppelt, kő-szürke bélelt ruha volt használatban. Ehhez tartozott 3-féle szőrmesapka vagy acélsisak, kötött szürke kesztyű, öv és nadrágtartó.
- Egységes szolgálati egyenruha (Dienstuniform): a nyári változat egységes, egy zubbony, nadrág és sapka. A téli egyenruha: kabát négy nagy folt-zsebbel, matt fekete öv, sapka, nadrág, ing, nyakkendő és a csizma.
- Kimenő egyenruha (Ausgangsuniform): kizárólag tisztek számára. Téli viselet: sapka, kabát, hosszú nadrág és alacsony cipő. A nyári viselet: egysoros kabát, zakó, fehér vagy szürke ing és zöld nyakkendő.
- Díszegyenruha (Paradeuniform): kabát, bricsesznadrág, lovaglócsizma, acélsisak vagy csákó 1950-től 1960-ig, fehér ing, zöld nyakkendő, és ünnepi tőr a bal oldalon rögzítve, ezüst-fekete felvonulási öv. Télen: kabát, sál és kesztyű.
- Egységes szolgálat egyenruha, második változat, "munkaruha" (Arbeitsuniform): függ a szezontól és az időjárástól. Általában felújított ruhák, nyári és téli bélelt ruha, néha kezes-lábast is használtak: különösen nehéz jármű és repülőgép vezetők részére rendszeresítve. Műszaki ágazatok ruhája: laboratóriumi stílusú fehér, gombos köpönyeg. (Magyarországon ez gyakorló egyenruhának számít.)
- Más típusú egyenruhák is léteztek. Magas rangú tisztek, tábornokok néha viseltek fehér inget vagy fehér zakót.

Minden egyenruha fajtának megvoltak a női változatai is.

## Fordítás
- Ez a szócikk részben vagy egészben  a   Volkspolizei című angol Wikipédia-szócikk ezen változatának fordításán alapul.  Az eredeti cikk szerkesztőit annak laptörténete sorolja fel. Ez a jelzés csupán a megfogalmazás eredetét és a szerzői jogokat jelzi, nem szolgál a cikkben szereplő információk forrásmegjelöléseként.